# گالوکاتکول
گالوکاتکول (به انگلیسی: Gallocatechol) با فرمول شیمیایی C15H14O7 یک ترکیب شیمیایی با شناسه پاب‌کم ۶۵۰۸۴ است؛ که جرم مولی آن ۳۰۶٫۲۶۷ گرم بر مول می‌باشد.